# アイランド型カッター
アイランド型カッター（英語: Island class cutter）は、アメリカ沿岸警備隊のカッター。公称船型は110フィート級（WPB 110' class）。

## 概要
本級は、従来使用されてきた82フィート級カッター（ポイント型）および95フィート級カッター（ケープ型）を更新するために開発された。コストを削減するため、設計はVT グループの既存の巡視艇に基づいている。平甲板船型で、船体は鋼製、上部構造物はアルミニウム合金製とされており、荒天時の運用で安定性を確保するためにフィンスタビライザーが装備されている。ただし就役当初は、荒天時の運用で船体に亀裂が入るという問題があり、WPB-1317以降では船首部が強化された。船首部未強化のWPB-1301〜1316はAシリーズと称されており、また、船首部強化済みのうち、機関がパクスマン-バレンタ 16 CMであるものをBシリーズ、キャタピラー3304TであるものをCシリーズと称する。
本型は、主兵装として、Mk.38 25mm単装機関砲を1基搭載する。これは、人力操砲の単装型マウントに、25mm×137弾を使用するチェーンガンであるM242 ブッシュマスターを搭載したもので、アメリカ海軍や沿岸警備隊の艦艇に広く搭載されているものであるが、発展型のMk.38 mod.2や海上保安庁の20mmRFSのような遠隔操作・FCS連接型の機関砲システムに比べると、射撃精度の点では大きく劣る。

## 改修

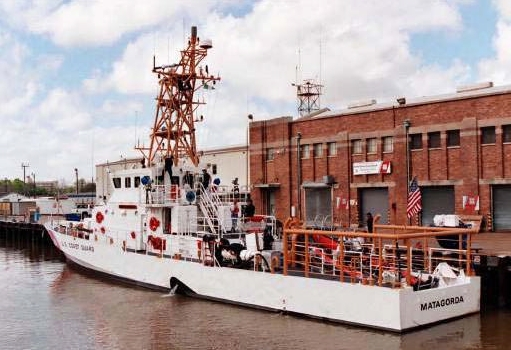
123フィート級の「マタゴルダ」。黄色い柵に囲われたスリップ・ウェイとSRP複合艇が見える。

2002年より、沿岸警備隊の総合的近代化計画である統合ディープウォーター計画の一環として、一部の同型船に改修が行なわれた。これは、船体後方を4メートル延長させて、ここにスリップ・ウェイが設置し、7メートル級の高速複合艇であるSRP（短距離追跡艇）を搭載するというものであり、改修された8隻のカッターは、123フィート級カッターと称されるようになった。しかし、船体延長工事は強度の低下を招き、船体に亀裂が生じるなど深刻な問題が生じたことから、2006年には123フィート型の全艇が退役に追い込まれている。

## 運用
いくつかの同型船は、アメリカ国防安全保障協力局が実行する余剰兵器援助プログラム（EDA）に基づき、数か国の外国海軍と沿岸警備隊に譲渡されている
- ジョージア沿岸警備隊 - 2016年9月にEDA経由で2隻が譲渡
- パキスタン海上保安庁 - 2016年にEDA経由で2隻が譲渡
- コスタリカ沿岸警備隊 - 2017年にEDA経由で2隻が譲渡
- ギリシャ海軍 - 2023年にEDA経由で4隻が譲渡[2]
- ウクライナ海軍 - アメリカ沿岸警備隊から5隻を購入[3]
- コロンビア海軍 - 2025年にEDA経由で3隻が譲渡[4]

## 登場作品
『今そこにある危機』
映画版に「WPB-1330 ティビー」が登場。冒頭にて、カリブ海を航行する不審なプレジャーボートを追跡し、停船させて臨検を行う。